# Tiristores controlados por MOS
El tiristor controlado por mosfet  es una mejora sobre un tiristor con un par de MOSFET para encender y apagar actual. El MCT por sus siglas en inglés supera varias de las limitaciones de los dispositivos existentes de poder y promete ser un cambio mejor para el futuro. Si bien hay varios dispositivos en la familia MCT con distintas combinaciones de canales y estructuras de la puerta.

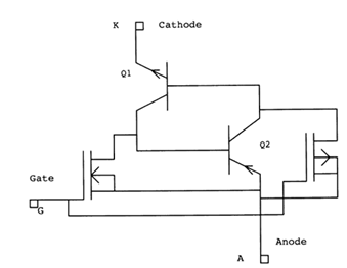
Modelado de tiristor controlado por mosfet con mosfet y bjt

## Encendido y apagado de los MCT
Cuando el MCT está en estado de bloqueo directo, que puede ser activado mediante la aplicación de un pulso negativo a su puerta con respecto al ánodo. El impulso negativo se convierte en el PMOSFET (On-FET), cuya fuga de corriente a través de la unión base-emisor de Q1 (PNP) con lo que la enciende. La acción regenerativa en Q1 Q2 ÿ convierte la conducción en MCT on completo dentro de un tiempo muy corto y la mantiene incluso después del pulso de entrada se elimina. El MCT se enciende sin una fase plasmaspreading dando una alta capacidad de dI = dt y la facilidad de protección contra la sobretensión. La resistencia en estado de MCT es ligeramente superior a la de un tiristor equivalente debido a la degradación de la eficiencia de la inyección de N? emisor = p-base de la unión. Además, la corriente de pico
MCT es mucho más alto que el promedio o calificación de la corriente eficaz.
MCT se mantendrá en el estado ON hasta que la corriente se invierte el dispositivo o un pulso a su vez-off se aplica a su puerta. La aplicación de un impulso positivo a su puerta se apaga la realización de un
MCT. El impulso positivo se convierte en el NMOSFET (Off-FET), desviando así la base de Q2 (PNP) hacia el ánodo de la MCT y la ruptura del enganche de la acción SCR. Esto evita que la realimentación en el SCR y apaga la MCT. Todas las células dentro del dispositivo se apaga al mismo tiempo para evitar un súbito aumento en la densidad de corriente. Cuando el FET Off-están activados, la sección de SCR es muy corto y esto se traduce en una alta dV dt = calificación de la MCT. La corriente más alta que se puede apagar con la aplicación de un sesgo de la puerta se llama controlable corriente máxima. El MCT se puede controlar la puerta si el actual dispositivo es menor que el actual máximo controlable. Para corrientes de dispositivo más pequeño, el ancho del pulso de apagado no es crítico. Sin embargo, para las grandes corrientes, el pulso de la puerta tiene que ser más amplia y más a menudo tiene que ocupará la totalidad del tiempo de parada del interruptor.

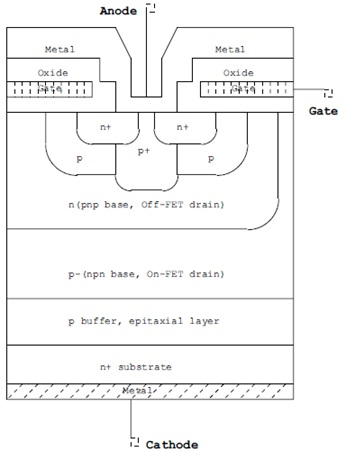
Sección transversal de MCT

## Característica del MCT
- Una baja caída de voltaje directo durante la conducción;
- Un tiempo de activado rápido, típicamente 0.4m s, y un tiempo de desactivado rápido, típicamente 1.25m s, para un MCT de 300A, 500v;
- Bajas perdidas de conmutación;
- Una baja capacidad de bloqueo voltaje inverso.
- Una alta impedancia de entrada de compuerta, lo que simplifica mucho los circuitos de excitación. Es posible ponerlo efectivamente en paralelo, para interrumpir corrientes altas, con sólo modestas reducciones en la especificación de corriente del dispositivo. No se puede excitar fácilmente a partir de un transformador de pulso, si se requiere de una polarización continua a fin de evitar ambigüedad de estado.

## Aplicaciones del MCT

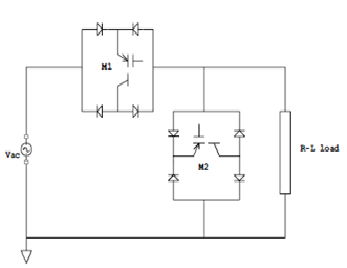
Aplicación del MCT

El MCT se han utilizado en varias aplicaciones, algunas de las cuales se encuentran en la zona de ac-dc y la conversión de corriente alterna-alterna, donde la entrada es de 60 Hz de corriente alterna. Funcionamiento variable del factor de potencia se logró mediante el MCT como una fuerza conmutado de interruptor de alimentación. El circuito de potencia de un controlador de voltaje de corriente alterna capaz de operar a una de las principales, por detrás, y el factor de potencia se muestra en la Ilustración 3. Debido a la frecuencia de conmutación es baja, las pérdidas de conmutación son insignificantes. Debido a la caída directa es baja, las pérdidas de conducción son también pequeñas. La MCT también se utiliza en los interruptores.
Comparación de los MCT con otros dispositivos de potencia

## Comparación de los MCT con otros dispositivos de potencia
MCT se puede comparar con un MOSFET de potencia, un BJT de potencia, y un IGBT de tensiones similares y corrientes. El funcionamiento de los dispositivos se compara con el estado, estado desactivado, y en condiciones transitorias. La comparación es simple y muy completa. La densidad de corriente de un MCT es 70% superior a la de un IGBT con la misma corriente total. Durante su Estado, el MCT tiene una caída de conducción más baja en comparación con otros dispositivos. Esto se atribuye a la reducción de tamaño de las células y la ausencia de cortos emisor presente en el SCR dentro del MCT.
El  MCT también tiene un coeficiente negativo de temperatura moderada a baja corriente con el coeficiente de temperatura positivo de inflexión en la mayor corriente [2].La figura 8.3 muestra la caída de la conducción en función de la densidad de corriente. La caída de avance de un 50-A MCT a 25 °C es de alrededor de 1,1 V, mientras que para un IGBT es comparable más de 2,5 V. La caída de tensión equivalente calculada a partir del valor del SDR? ON? para un MOSFET de potencia será mucho mayor. Sin embargo, el MOSFET de potencia tiene un tiempo de retardo mucho menor (30 ns) en comparación con la de un MCT (300 ns). El activado de un MOSFET de potencia puede ser mucho más rápido que un MCT o un IGBT por lo tanto, las pérdidas de conmutación sería insignificante en comparación con las pérdidas de conducción. El encendido de un IGBT es intencionadamente lento para controlar la recuperación inversa del diodo utilizado en inductivo.
El MCT se pueden fabricar en una amplia gama de voltajes de bloqueo. Desvío velocidades de MCT se supone que son más altos como inicialmente previsto. El giro en el rendimiento de 2 Generación-MCT se divulgan para ser mejor en comparación con el Generación-1 dispositivo. A pesar de que el MCT 1 generación-tienen mayores tiempos de desconexión en comparación con IGBTs, los más nuevos con mayor radiación (endurecimiento), la dosis tiene momentos comparables desvío. En la actualidad, la actividad de amplio desarrollo en los IGBT se ha traducido en alta velocidad de suministro de energía en modo encendido (SMPS) IGBTs que puede operar a velocidades de conmutación de 150 kHz. El tiempo de retardo de apagado y el tiempo de caída de un MCT son mucho más altos en comparación con un MOSFET de potencia, y se encuentran a aumentar con la temperatura. MOSFET de potencia se convierte en atractivo a cambio de las frecuencias por encima de 200 kHz, y tienen el más bajo en la curva de pérdidas entre los tres dispositivos. El área de desactivación de operación segura (SOA) es mejor en el caso de un IGBT de un MCT. Por un MCT, el cambio completo actual es sostenible en el 50 a 60% de la tensión de ruptura.